# Тагчи
Тагчи (узб. Tog'chi, Тоғчи) — остатки древних тюркских насельников Средней Азии. Представители этой группы нередко называли себя катаганами. Под этим названием было известно крупное узбекское племя даштикипчакского происхождения. 

## Происхождение
В формировании тагчи определённую роль сыграли и группы ранних тюркских племён горных районов Северного Афганистана, позднее утратившие свои племенные названия. В качестве их объединяющего этнического наименования утвердилось название тагчи — «горец». Как указывает само наименование их (тагчи — узб. «горец»), они жили в горах, нередко выше таджиков.
Говор тагчи близок к говорам тюрков и карлуков Южного Таджикистана. В связи с изучением происхождения тагчи следует напомнить о тагликах — горцах Восточного Туркестана, впервые открытых Б. Л. Громбчевским в 1889 г. в отрогах Западного Куэньлуня в верховьях Холастандарьи (правого притока Яркенддарьи). Б. Л. Громбчевский писал, что высокогорные долины верховьях Тизнафа, одного из истоков Холастандарьи населены совершенно особым племенем, не имеющим ничего общего ни оседлым населением Кашгарии, ни с кочевыми племенами киргиз, живущих горах. Племя это называет себя тогликами, то есть горцами. По типу тоглики напоминают жителей Юго-Западной Кашгарии (Яркенда, Каргалыка), хотя встречаются между ними лица очень красивые, чистого таджикского типа. Таглики Восточного Туркестана, подобно тагчи и тюркам, были в основном овцеводами. Суровые природные условия ограничивала их возможности занятия земледелием, но посевы все же были у всех. Жилищем, в котором таглики находились большую часть года Б. Л. Громбчевский называет юрту киргизского типа, однако, судя по фотоснимку, приведённому А.Стейном, видно, что у тагликов бытовал и шалаш того самого типа, который был характерен для карлуков, тюрков и тагчи. По-видимому, таглики заимствовали юрту у киргизов. Это же наблюдалось и у тагчи, зажиточная часть которых жила в юртах, характерных для полукочевых узбеков даштикипчакского происхождения, однако исконной формой своего жилища они считали шалаш карлукского типа.
Изложенные материалы наводят на мысль, что таглики высокогорных районов Восточного Туркестана, подобно тагчи верховьев Амударьи, представляют собой остатки древних тюркских насельников этой страны (карлукских и уйгурских племён), утративших свои племенные наименования, но сохранивших в несколько трансформированном виде свои исконные занятия, включая выплавку и обработку металлов, пережитки кочевого быта, в том числе древние формы переносного жилища. Как таглики, так и тагчи впитали в себя ираноязычных аборигенов, изменили свой антропологический облик, восприняли черты культуры аборигенного оседлого населения.

## Расселение
В более ранее время в окрестностях Дашнавада было значительно больше тагчи и наиболее крупным их кишлаком был Тахчиян. Здесь они занимались выплавкой чугуна и литьём сошников и котлов. В числе основных занятий тагчи наряду с разведением коз, овец и отчасти земледелием были добыча руды, выплавка чугуна на древесных (арчевых) углях, выжигание и продажа угля и устройство водяных мельниц.
Во время обследование 1924 г. тагчи отдельно не зафиксированы, а отнесены к узбекскому племени катаган. Исследование всех групп катаганов, выявленных в том же году позволило Б.Кармышеву установить, что группы, находившиеся в Сурхандариьнской области, были не собственно катаганами, а тагчи.
Немногочисленные группы тагчи жили в г. Байсуне, в бассейне Сурхана, в пригородном селении Сариасия, в горных ущельях истоков Халкаяра, в Сангардакском ущелье, в Чанглаке, также тагчи обитали и в предгорьях правобережной части долины Сурхана, в Денауском бекстве. Малочисленная группа тагчи располагалась в предгорьях на левобережье Тупаланга.